# Makoto Teguramori
Makoto Teguramori (født 14. november 1967) er en japansk fodboldspiller. Han var det japanske fodboldlandsholds træner ved Sommer-OL 2016.